# Alfredo Ferreira Lage
Alfredo Ferreira Lage (Juiz de Fora, 10 de janeiro de 1865 – Rio de Janeiro, 27 de janeiro de 1944) foi um advogado, fotógrafo e jornalista brasileiro, filho de Mariano Procópio Ferreira Lage e fundador do Museu Mariano Procópio.

## Biografia
Aos sete anos, com a morte do pai, foi morar na Europa, de onde voltou mais tarde para cursar a Faculdade de Direito de São Paulo. Casou-se com a pintora espanhola Maria Pardos, e após a morte de sua mãe foi morar no Rio de Janeiro.
Alfredo investia grandes somas na aquisição de obras de arte, minerais preciosos e móveis raros, decorando a Villa Ferreira Lage que recebeu de herança em Juiz de Fora, onde então firmou residência. Seu acervo cada vez maior, aumentado graças a leilões no Brasil e principalmente no exterior, obrigou-o a construir um anexo à Villa, que em 1915 já funcionava como museu.
Sem filhos, Alfredo começou a doar seus bens à cidade de Juiz de Fora, começando pelo parque que ficava em torno de sua residência, que teve os portões abertos ao público em 1934. No mesmo ano fez uma escritura de doação do Museu e de toda área em torno para o município no valor de três mil contos de réis (aproximadamente 150 milhões de dólares em valores atuais).
Preocupado com o destino do imóvel, Alfredo criou a Sociedade Conselho de Amigos do Museu Mariano Procópio, dirigindo a fundação e o próprio museu, uma de suas principais exigências ao finalmente completar a doação do prédio com uma escritura lavrada em 29 de fevereiro de 1936. Só deixou a direção com sua morte em janeiro de 1944.